# Vores Lille Hemmelighed
Vores Lille Hemmelighed er debutalbummet for den danske komikerduo Tolsgaard & Pretzmann. Albummet udkom d. 7. maj 2013 og sangen stammer fra deres turné i efteråret 2012 kaldet Tolsgaard & Pretzmann Live in Concert 2012.
Det modtog 2/6 stjerner i musikmagasinet GAFFA, der bl.a. skrev at albummet havde gode melodier, men ikke var morsomt.

## Spor
1. "Vores Lille Hemmelighed"
2. "Jannik"
3. "Fantasiknepper"
4. "Jävla Danska Böger"
5. "Lille Ske"
6. "Hestens Selvmord"
7. "Alletiders"
8. "Hold Nu Din F*******e Kæft"
9. "Alkoholfriweekend"
10. "Finger"
11. "Berlin"
12. "Æde, H**e og Drikke"
13. "Wanna See Your Pussy" (iTunes bonustrack)